# Peep Show (serie de televisión)
Peep Show es una comedia británica en la que actúan David Mitchell y Robert Webb. El guion lo escriben Jesse Armstrong y Sam Bain, con material adicional de Mitchell y Webb, entre otros. Se emitió en Channel 4 desde 2003, y su última emisión fue el 16 de diciembre de 2015. Estilísticamente, la serie centra el punto de vista de la cámara en los personajes, utilizando la voz en off para los pensamientos de Mitchell y Webb. En Hispanoamérica se transmitió a través del canal I.Sat.

## Sinopsis
Peep Show muestra la, a veces tan común, vida sexualmente frustrada de dos hombres en sus treinta años, Mark (Mitchell) y Jeremy (Webb). Se conocen en la universidad de Dartmouth, y, ocasionalmente, se llaman a sí mismos como «The El Dude Brothers» en referencia a sus años de estudiantes. Ahora comparten un piso en Apollo House, London Road en Croydon, al sur de Londres. Mark es un administrador de préstamos y el más solvente de los dos, pero es extremadamente irreverente y pesimista sobre casi todo. Jeremy, quien al principio de las primeras temporadas rompe con su novia «Big Suze», ahora vive en la habitación de invitados de Mark. Jeremy, a menudo, tiene una visión del mundo mucho más optimista y energética que Mark, ya que espera que su autoproclamado talento como músico sea reconocido, y considera que no es tan popular ni atractivo como a él le gustaría.

## Argumento
En la primera temporada, Mark y Jeremy empiezan con la intención de acostarse con su vecina de al lado, Toni, aunque Mark está obsesionado también con su compañera de trabajo, Sophie, quien a su vez está más interesada en el más varonil Jeff. Mark y Jeremy se ven envueltos en situaciones extrañas: Mark siente una atracción sexual por su jefe, Johnson, mientras Jeremy recuerda haber tenido sexo oral con Super Hans. Desesperados, ambos se unen para gastarle una broma telefónica a Sophie y atacar con aerosol de pimienta a Super Hans, quien ha comenzado una relación con Toni. Al final de la temporada Mark casi consigue acostarse con Sophie, pero esa posibilidad es frustrada por una aparente sobredosis de Jeremy, mientras que este último afirma que sufre de una enfermedad terminal para conseguir que Toni le masturbe.
En la segunda temporada, Jeremy conoce a Nancy, se enamora de ella y tiene éxito en su carrera musical con Super Hans. Mientras tanto, Mark va cuesta abajo: Sophie planea mudarse con Jeff, Mark inicia una corta amistad con un neonazi y se enamora de una estudiante inadaptada social como él, antes de perderla tras una vuelta a su antigua universidad, donde estudia ella actualmente. Sin embargo, las tornas se vuelven al final de la temporada cuando Jeremy le cuenta a Nancy, quien ahora es su mujer, que accidentalmente le puso los cuernos con Toni, arruinando así su matrimonio, y Sophie deja a Jeff. Además, Super Hans desarrolla una adicción al crack.
En la tercera temporada, Big Suze vuelve a entrar en la vida de Jeremy. Mientras tanto, Mark y Sophie por fin son pareja, aunque Mark se queda solo de nuevo cuando lo trasladan a Bristol. Jeremy seduce a la hermana de Mark, Mark se enamora de Big Suze y Jeremy y Super Hans intentan montar un bar de copas. En el último episodio, Mark planea pedirle la mano a Sophie, pero cambia de parecer cuando se da cuenta de que tienen muy pocas cosas en común. A pesar de ello, acaba aceptando casarse con ella para evitar la «vergüenza» después de que ella encontrase accidentalmente su anillo de compromiso y aceptase una proposición que en realidad él no hizo. Mientras tanto, los esfuerzos de Jeremy por volver con Suze se ven dificultados de alguna manera por los intentos de Super Hans de dejar sus malos hábitos.
Después de prometerse, Mark y Sophie van a visitar a los padres de ella, Jeremy acaba acostándose con la madre de Sophie y Big Suze deja a Jeremy por Johnson. En un intento de alejarse de Sophie, Mark se apunta a un gimnasio y descubre que Nancy trabaja allí, así que Jeremy aprovecha la oportunidad para intentar volver con ella. Sophie se marcha en un viaje de negocios al extranjero y Mark se acaba planteando la idea de acostarse con una mujer que ve en una reunión de antiguos alumnos. Entretanto, a Jeremy se le presenta la oportunidad de trabajar para uno de sus ídolos musicales, pero finalmente descubre que lo que su nuevo jefe realmente quiere es que le masturbe. Mark y Jeremy deciden irse a celebrar la despedida de soltero del primero en una barcaza, donde Mark conoce a un empresario con muchos contactos en la India e intenta hacerse con un trabajo allí para así evitar su inminente boda. No obstante, su plan acaba fracasando después de que Jeremy mate accidentalmente al perro de la hija del empresario. En el último episodio, Jeremy tiene que cuidar de Super Hans que sufre una fuerte resaca, mientras que Mark hace lo imposible por evitar su boda. A pesar de sus muchos intentos, como lanzarse contra un coche en marcha, Mark no lo logra y se acaba casando. Sin embargo, después del enlace, Sophie lo deja y pide la anulación del matrimonio, porque piensa que Mark es una persona horrible. 
En el comienzo de la quinta temporada Mark continúa su búsqueda de la mujer de su vida y decide invitar a salir a la nueva chica del departamento de informática, Dobby. Su cita acaba fracasando después de que ambos encuentren a Sophie totalmente destrozada y desaliñada en unos baños. A pesar de todo, Dobby sigue aún interesada por Mark, incluso después de que la rechace como acompañante en su cumpleaños, por verse obligado a llevar a una australiana que conoció en un encuentro sexual rápido. Entretanto, Jeremy se queda sin dinero, Mark le echa de casa una temporada y este se ve en la necesidad de preguntar a Big Suze si puede quedarse con ella y Johnson. Poco después, tras enterarse de que su tía abuela ha fallecido, Jeremy decide pedirle dinero a su madre y ahí se nos descubre la pésima relación que existe entre ambos. Mark mientras tanto prospera en su empresa y consigue que le asignen la tarea de escribir la biografía militar del novio de su jefa. Sin embargo, Jeremy, muerto de celos, arruina todas sus ambiciones tras contar a todo el mundo que la hija del veterano violó a Mark al acostárse con él mientras este dormía. En el último episodio, Mark acaba preguntando a Dobby si quería salir con él y se da cuenta de que ella ya había pasado página. Por otro lado, Johnson le asciende a Senior Credit Manager, pero le obliga también a despedir a Sophie, algo que Mark se ve incapaz de cumplir tras descubrir que la había dejado embarazada. En el momento cumbre que cierra el episodio, se descubre que Jerermy también se había estado acostándo con Sophie y que, por tanto, existía una gran probabilidad de que él fuera el padre. 
La sexta temporada comienza con el cierre del JLB Credit, mientras que Mark sigue persiguiendo a Dobby. Sophie, por su parte, revela que Mark es el padre del bebé y que también se acostó con Jeff en la época en la que este fue concebido. 
En el 2012 finalizó la octava temporada.